# Дзьобак золотоспинний
Дзьоба́к золотоспинний (Dinopium javanense) — вид дятлоподібних птахів родини дятлових (Picidae). Мешкає в Південній і Південно-Східній Азії.

## Опис

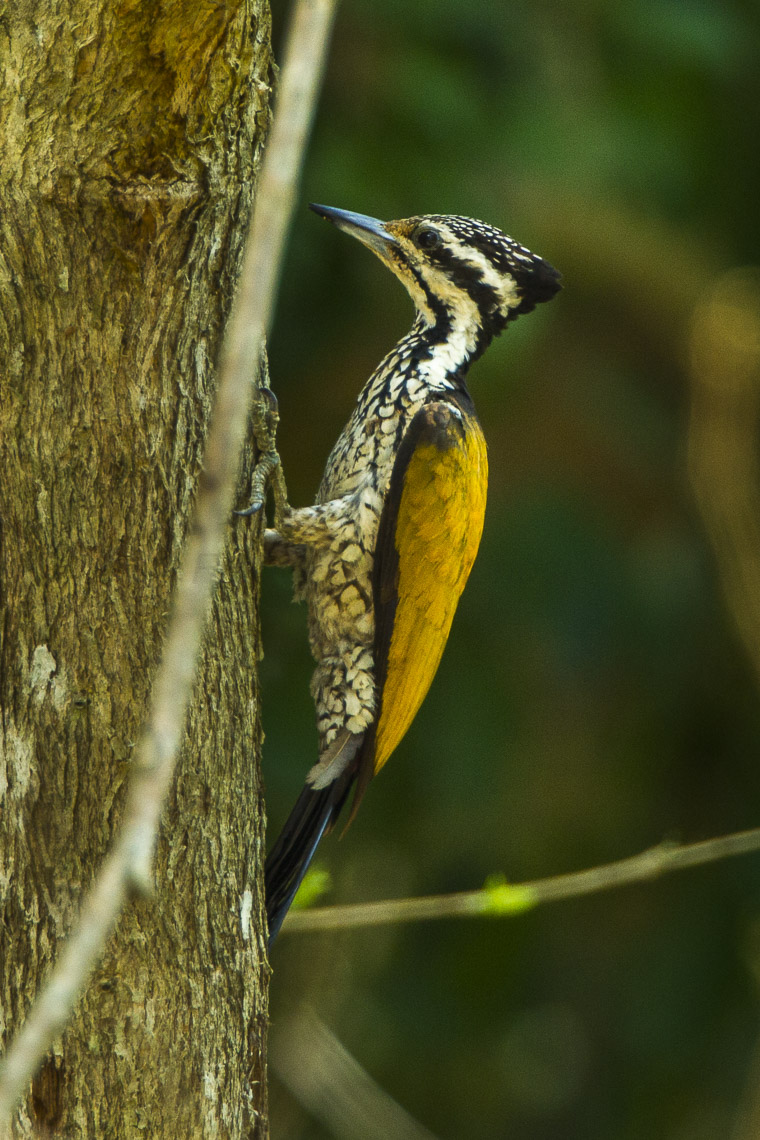
Золотоспинний дзьобак (Таїланд)

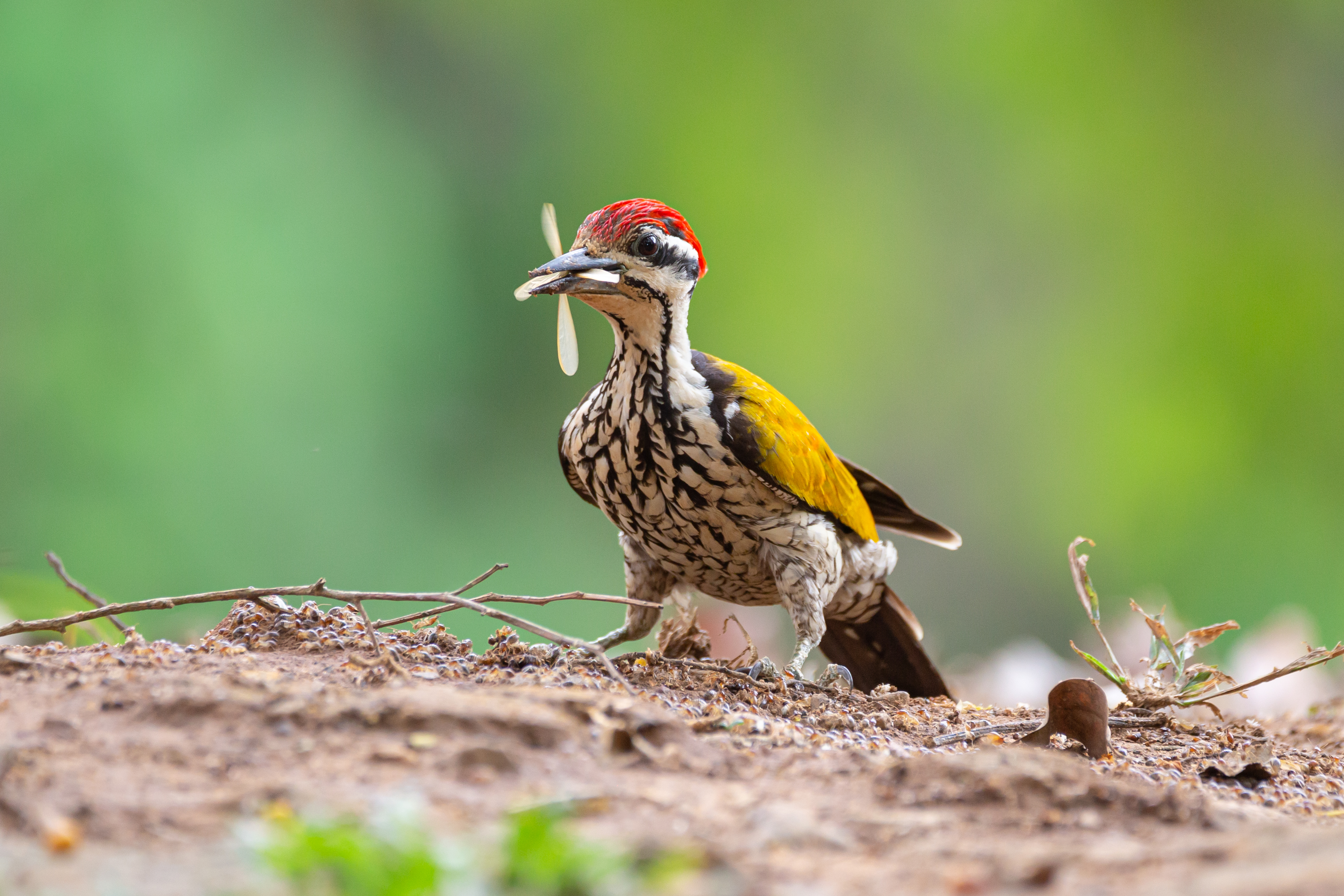
Золотоспинний дзьобак (провінція Пхетчабурі, Таїланд)

Довжина птаха становить 28-30 см, вага 67-100 г. У самців підвиду D. j. intermedium потилиця і верхня частина спини чорні, решта спини, плечі і покривні пера крил оливкові із золотисто-жовтим відтінком, пера на них мають жовті кінчики і краї. Нижня частина спини і надхвістя яскраво-червоні, верхні покривні пера хвоста чорнувато-коричневі, іноді з оливковим відтінком. Махові пера чорнувато-коричневі, внутрішні опахала у них поцятковані білими плямками, другорядні махові пера мають жовтувато-оливкові зовнішні опахала. Стернові пера чорні. Підборіддя і горло білуваті, по центру горла чорні плямки формують смугу. Решта нижньої частини тіла біла, пера на них мають нечіткі чорні кінчики і краї, найбільш виражені на грудях і менш виражені на боках. Нижня сторона крил коричнева, поцяткована білими плямками. Нижні покривні пера хвоста чорнувато-коричневі, крайні пера мають жовтуватий відтінок.
Лоб бурувато-червоний. охристо-червонуватий, тім'я червоне з чорними краями, на ньому є характерний чуб. Від верхнього краю очей до шиї з боків ідуть широкі білі "брови", від заднього краю очей до потилиці ідуть широкі чорні смуги. Від основи дзьоба через щоки до шиї і грудей з боків ідуть білі смуги. Під дзьобом чорні "вуса", які ідуть до верхньої частини грудей. Райдужки червонувато-карі або карі. Дзьоб середньої довжини, вузький біля основи, загострений, чорнуватий, лапи зеленувато-сірі або коричнювато-сірі. У самиць червоні плями на голові відсутні, лоб, тім'я і чуб у них чорні, поцятковані білими смужками.
Представники підвиду D. j. malabaricum є меншими за представників підвиду D. j. intermedium, спина і верхні покривні пера крил у них менш золотисто-жовті і більш оливкові. Представники номінативного підвиду D. j. javanense мають ще менші розміри, обличчя і горло у них мають легкий коричнюватий відтінок, однак загалом вони є схожими на представників підвидів D. j. intermedium і D. j. malabaricum. Представники підвиду D. j. exsul є схожими на представників номінативного підвиду, однак нижня частина тіла у них сильно, нерівномірно поцяткована темними смугами. У самиць цього підвиду на потилиці є вузька оранжева або червона смуга. Представники підвидів D. j. borneonense і D. j. raveni є схожими на представників номінативного підвиду, однак смуги на нижній частині тіла у них менш чорні і більш коричневі, плями на горлі більш темні. У самиць цих підвидів смужки на тімені дуже вузькі.

## Підвиди
Виділяють шість підвидів:
- D. j. malabaricum Whistler, 1934 — Малабарське узбережжя (південний захід Індії);
- D. j. intermedium (Blyth, 1845) — від Північно-Східної Індії і Бангладеш до М'янми, південного Китаю та Індокитаю;
- D. j. javanense (Ljungh, 1797) — Малайський півострів, Суматра, острови Ріау, західна Ява;
- D. j. exsul (Hartert, EJO, 1901) — східна Ява і Балі;
- D. j. borneonense (Dubois, AJC, 1897) — Калімантан (за винятком північного сходу);
- D. j. raveni Riley, 1927 — північний схід Калімантану і сусідні острови, зокрема Ерабан.

Палаванський дзьобак раніше вважався підвидом золотоспинного дзьобака, однак був визнаний окремим видом.

## Поширення і екологія
Золотоспинні дзьобаки мешкають в Індії, Бангладеш, М'янмі, Китаї, Таїланді, Лаосі, В'єтнамі, Камбоджі, Малайзії, Індонезії і Брунеї. Вони живуть в різноманітних лісистих середовищах, від вологих тропічних лісів і рідколісь до чагарникових і мангрових заростей, гірських соснових лісів, кокосових гаїв, парків і садів. На Великих Зондських островах птахи зустрічаються на висоті до 1000 м над рівнем моря, в Південно-Східній Азії на висоті до 1530 м над рівнем моря, в Індії на висоті до 1700 м над рівнем моря.
Золотоспинні дзьобаки зустрічаються поодинці або парами. Вони живляться переважно мурахами і личинками комах, а також тарганами та іншими комахами, дрібними скорпіонами та іншими безхребетними. Птахи шукають їжу в нижньому і середньому ярусах лісу, як на старих, так і на молодих деревах, простукуючи їх дзьобом, іноді також ловлять комах в польоті. Початок сезону розмноження у золотоспинних дзьобаків різниться в залежності від регіону. В Індії він триває з січня по червень, в Малайзії з січня по липень, на Калімантані з квітня по грудень. Птахи гніздяться і дуплах дерев, на висоті від 2 до 10 м над землею, переважно на висоті до 5 м над рівнем моря. В кладці 2-3 яйця.